# Province de Castilla
La province de Castilla (en espagnol : Provincia de Castilla) est l'une des huit provinces de la région d'Arequipa, dans le sud du Pérou. Son chef-lieu est la ville d'Aplao.

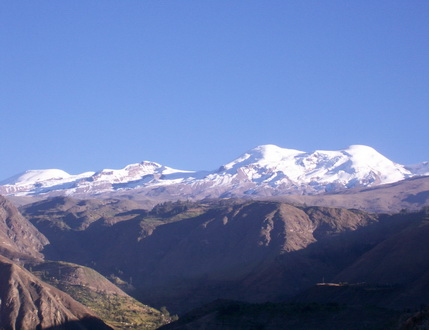
Coropuna vu de Tipan

## Géographie
La province couvre une superficie de 7 634,85 km2. Elle est limitée au nord et à l'ouest par la province de Condesuyos, à l'est par la province de Caylloma et au sud par la province de Camaná.
Dans l'un des 14 districts de la province, celui d'Uraca, se trouve le site archéologique de Toro Muerto qui contient plusieurs milliers de pétroglyphes précolombiens.

## Population
La population de la province était estimée à 36 568 habitants en 2005.

## Subdivisions
La province est divisée en quatorze districts (entre parenthèses leur chef-lieu) :
- Andagua (Andagua)
- Aplao (Aplao)
- Ayo (Ayo)
- Chachas (Chachas)
- Chilcaymarca (Chilcaymarca)
- Choco (Choco)
- Huancarqui (Huancarqui)
- Machaguay (Machaguay)
- Orcopampa (Orcopampa)
- Pampacolca (Pampacolca)
- Tipán (Tipán)
- Uñón (Uñón)
- Uraca (Corire)
- Viraco (Viraco)